# Abacab
Abacab är ett album av den brittiska rockgruppen Genesis, utgivet i september 1981. Det är gruppens elfte studioalbum och det tredje som en trio, bestående av Phil Collins, Tony Banks och Mike Rutherford.
Albumet nådde förstaplatsen på albumlistan i Storbritannien och sjundeplatsen i USA, bandets första topp 10-placering där. Låtarna "Abacab", "No Reply At All", "Keep It Dark" och "Man on the Corner" släpptes även som singlar. Framförallt den förstnämnda gick bra med bland annat en niondeplats på den brittiska singellistan.
På låten "No Reply at All" medverkar Earth, Wind & Fires blåssektion.

## Låtlista
Samtliga låtar skrivna av Tony Banks, Phil Collins, Mike Rutherford, om annat inte anges.
Sida ett
1. "Abacab" - 6:57
2. "No Reply at All" - 4:39
3. "Me and Sarah Jane" (Tony Banks) - 5:59
4. "Keep It Dark" - 4:31

Sida två
1. "Dodo/Lurker" - 7:29
2. "Who Dunnit?" - 3:24
3. "Man on the Corner" (Phil Collins) - 4:25
4. "Like It or Not" (Mike Rutherford) - 4:52
5. "Another Record" - 4:20